# Angenietje Swarthofbrug
Angenietje Swartbrug (brug 67) is een vaste brug in Amsterdam-Centrum.
De verkeersbrug is gelegen in de noordelijke kade van de Leidsegracht en voert over de Prinsengracht. De brug vormt een geheel met brug 122 en de brug 93 die beide in de kades van de Prinsengracht over de Leidsegracht liggen. Ter plaatse van de bruggen zijn bijna alle gebouwen aan de Leidsegracht een rijksmonument. Daar op het zuidwestpunt ligt een gemeentelijk monument, het Paleis van Justitie.
Er ligt hier al eeuwen een brug. Daniël Stalpaert tekende hier een brug in op zijn kaart van rond 1662. Hij kende de situatie ter plekke, want woonde/werkte enige tijd aan Leidsegracht 108, de stadsmetseltuin. De Leidsegracht vormde toen wel een grens tussen bebouwd en onbebouwd Amsterdam. Ten zuiden van de Leidsegracht is op een enkel gebouw na nog niets ingetekend. Wat duidelijk te zien is op die kaart zijn de verdichte walkanten aan de noordzijde van de brug, vermoedelijk aanlegplaatsen. Jan de Beijer schilderde de brug rond 1755 waarbij die walkanten zichtbaar zijn, alsmede een brug met een grote boog en twee kleine bogen. In 1824 ziet de brug er in de ogen van Johannes Jelgerhuis anders uit. 
De moderne geschiedenis begint rond 1879, dan wil men de brug wel verlagen, maar de gemeente heeft daartoe onvoldoende geld. Toen was er nog sprake van een boogbrug, in 1887 kreeg een firma in petroleum nog vergunning om onder twee bogen 6000 liter op te slaan. Dat kon tot 1889 doorgaan, toen besteedde de gemeente "Het vernieuwen van de brug over de Prinsengracht bij de Leidschegracht aan met onder andere de levering van 18 ton balkijzer". Op 6 mei sloot de brug voor onbepaalde tijd voor alle verkeer, ook scheepvaart, alleen voetgangers konden gebruik maken van een hulpbrug. In februari 1890 kon men melden dat de nieuwe brug klaar was. Het ontwerp kwam van de Publieke Werken Amsterdam, waar toen Bastiaan de Greef en Willem Springer werkten. De "eierdopachtige" afwerking van de pijlers zouden van de hand van Springer zijn. Het is echter niet duidelijk of zij ook verantwoordelijk waren voor het ontwerp of dat ze alleen over de schouders van medewerkers meekeken. In 1913 kreeg de brug te maken met een ander gevaar. De gemeente kreeg het idee om de Leidsegracht te dempen en door die maatregel een nieuwe “snelweg” naar het westen te kunnen aanleggen; het bleef bij plannen. De huidige brug dateert van 1988 toen de gemeente er (nog) voor koos de ijzeren plaat/liggerbrug te restaureren in plaats te vervangen door een welfbrug naar oud model (terugrestaureren).
De brug had een niet te traceren vernoeming. Ze stond tot april 2016 bekend als de Kleine Brouwerssluis. Toen besloot de gemeente Amsterdam, dat niet te achterhalen vernoemingen werden geschrapt, de brug gaat sindsdien naamloos door het leven. Daarbij zal meegespeeld hebben dat Amsterdam ook een Brouwersgracht en een Brouwerssluis heeft, die echter ruim een kilometer noordelijker liggen. In december 2021 kreeg de brug alsnog een naam: Angenietje Swartbrug. Angenietje was een van de minnen in Amsterdam, vrouwen die vondelingen opvingen via het Stadsaalmoezeniershuis in Amsterdam, dat hier aan de Prinsengracht 436 gevestigd was. Angenietje Swart zou 126 vondelingen verzorgd hebben.  

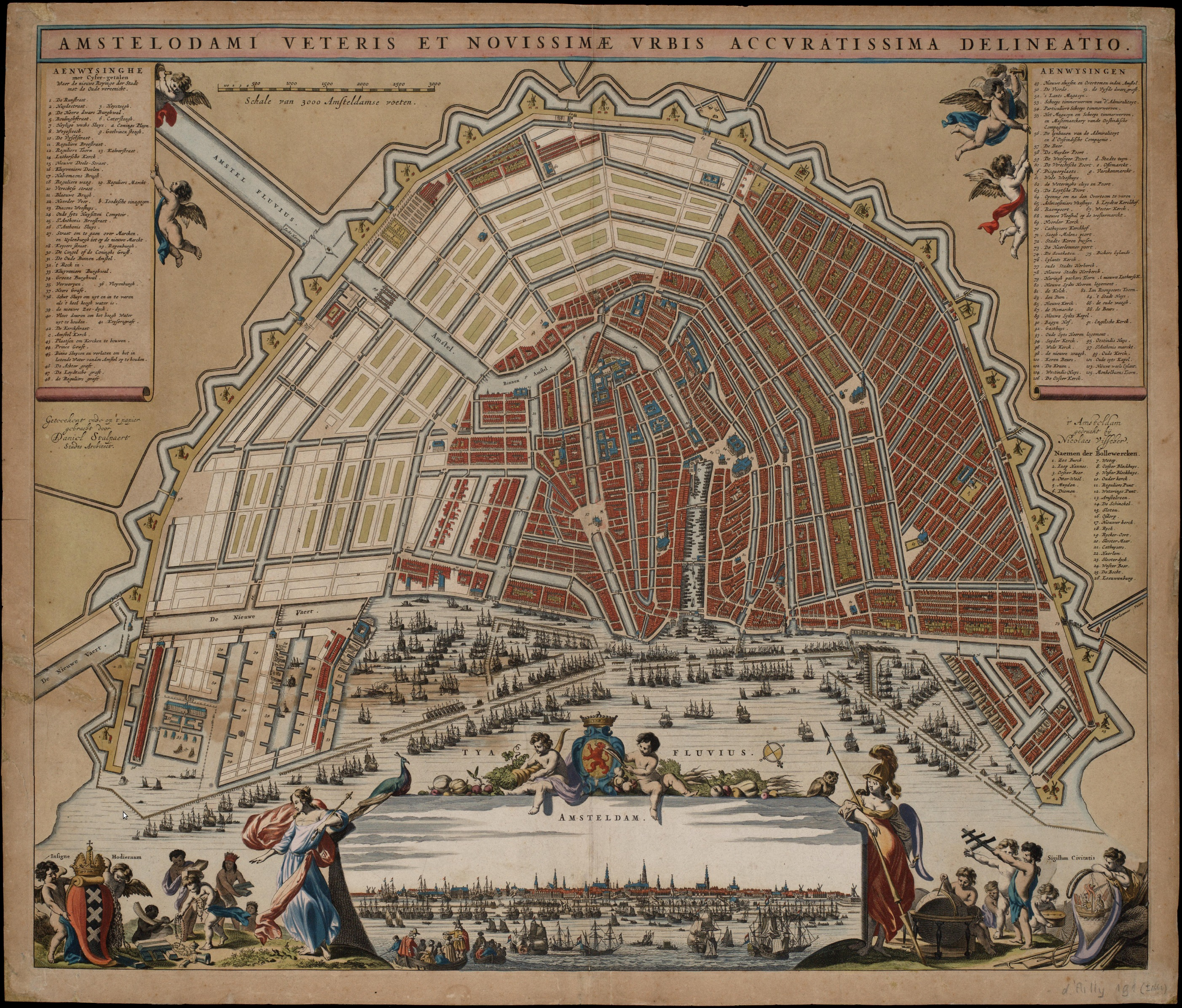
Kaart van Stalpaert met scheiding bebouwd/onbebouwd
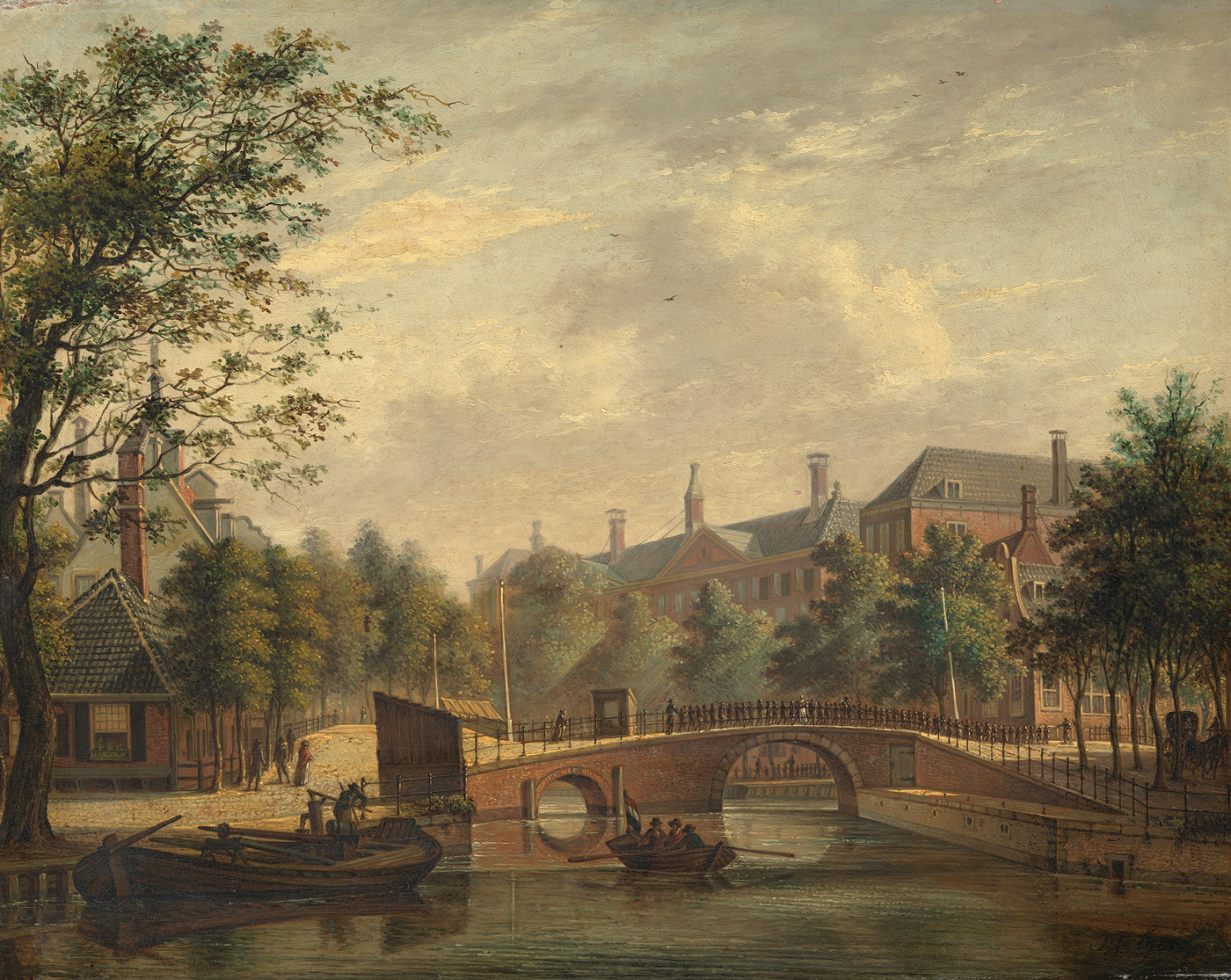
Brug in de ogen van Johannes Jelgerhuis
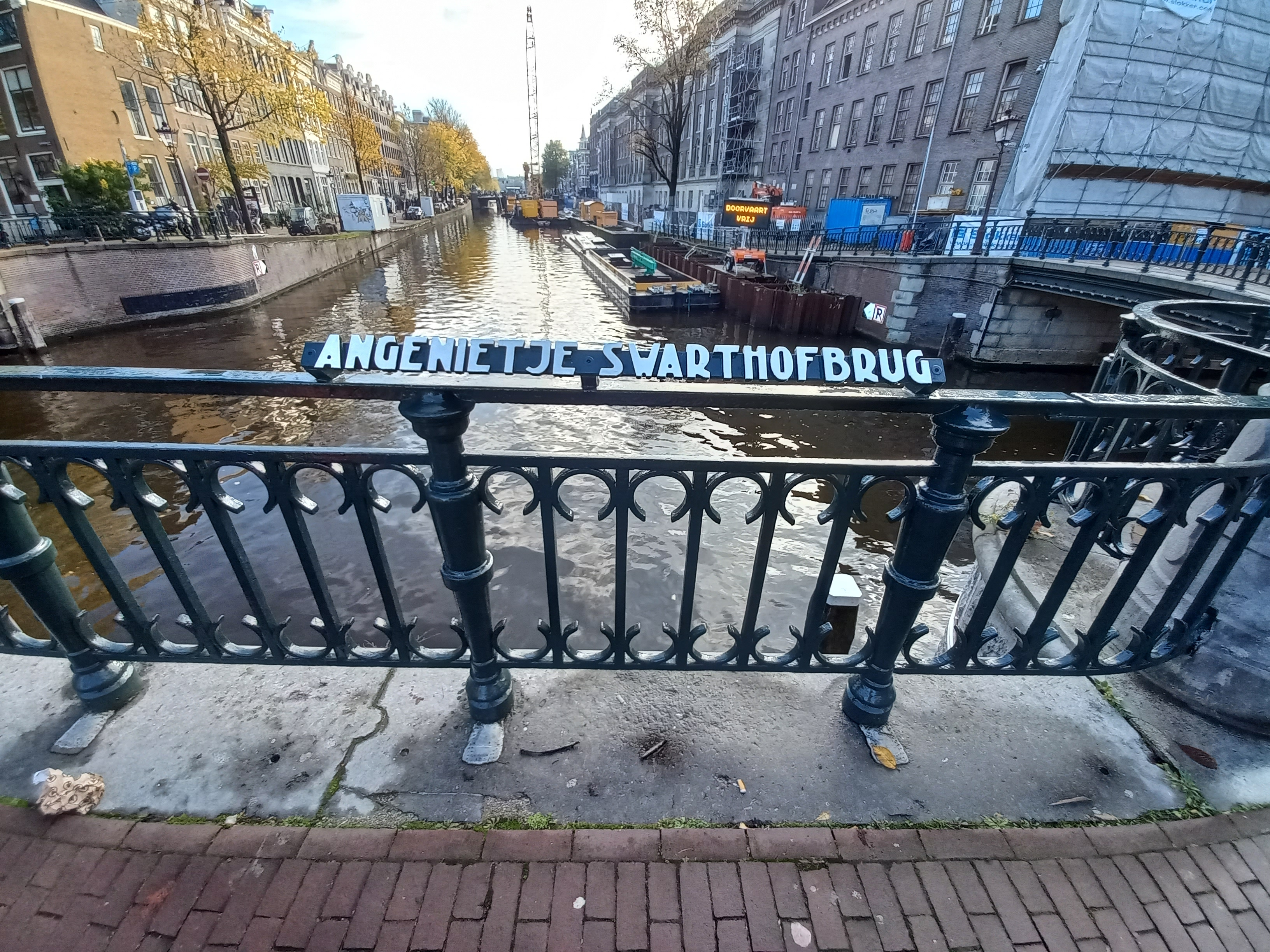
Naamplaat (november 2023)

Lekkeresluis ·
Prinsensluis ·
Leliesluis ·
Nieuwe-Wercksbrug ·
Reesluis ·
Berensluis ·
Brug 66 ·
Angenietje Swartbrug ·
Aalmoezeniersbrug ·
Brug 69 ·
Walenweeshuissluis ·
De Duifbrug ·
Brug 75 ·
Frans Hendricksz. Oetgensbrug
1 · 2 · 3 · 4 · 5 · 6 · 7 · 8 · 9 · 10 · 11 · 12 · 13 · 14 · 15 · 16 · 17 · 18 · 19 · 20 · 21 · 22 · 23 · 24 · 25 · 26 · 27 · 28 · 29 · 30 · 31 · 32 · 34 · 35 · 36 · 37 · 38 · 39 · 40 · 41 · 42 · 43 · 44 · 45 · 46 · 47 · 48 · 49 · 50 · 51 · 52 · 53 · 54 · 55 · 56 · 57 · 58 · 59 · 60 · 61 · 62 · 63 · 64 · 65 · 66 · 67 · 68 · 69 · 70 · 71 · 72 · 73 · 74 · 75 · 76 · 77 · 78 · 79 · 80 · 81 · 82 · 84 · 85 · 86 · 87 · 88 · 89 · 90 · 91 · 92 · 93 · 94 · 95 · 96 · 97 · 98 · 99 · >>>
Brugnummers 33 en 83 zijn niet (meer) vergeven